# Забруднення океанів
Забру́днення океа́нів — глобальний процес у Світовому океані, пов'язаний із надходженням до його акваторії значної кількості антропогенних забруднювальних речовин (нафтові вуглеводи, біогенні речовини, пестициди, важкі метали, радіонукліди та ін.).
Під «забрудненням океану» розуміється пряме або побічне надходження речовин чи енергії в морське середовище, що несуть такі негативні впливи, як завдання шкоди живим ресурсам, небезпека для здоров'я людей, перешкоди морській діяльності, включаючи рибальство, погіршення якості морської води.

### Нафтове забруднення

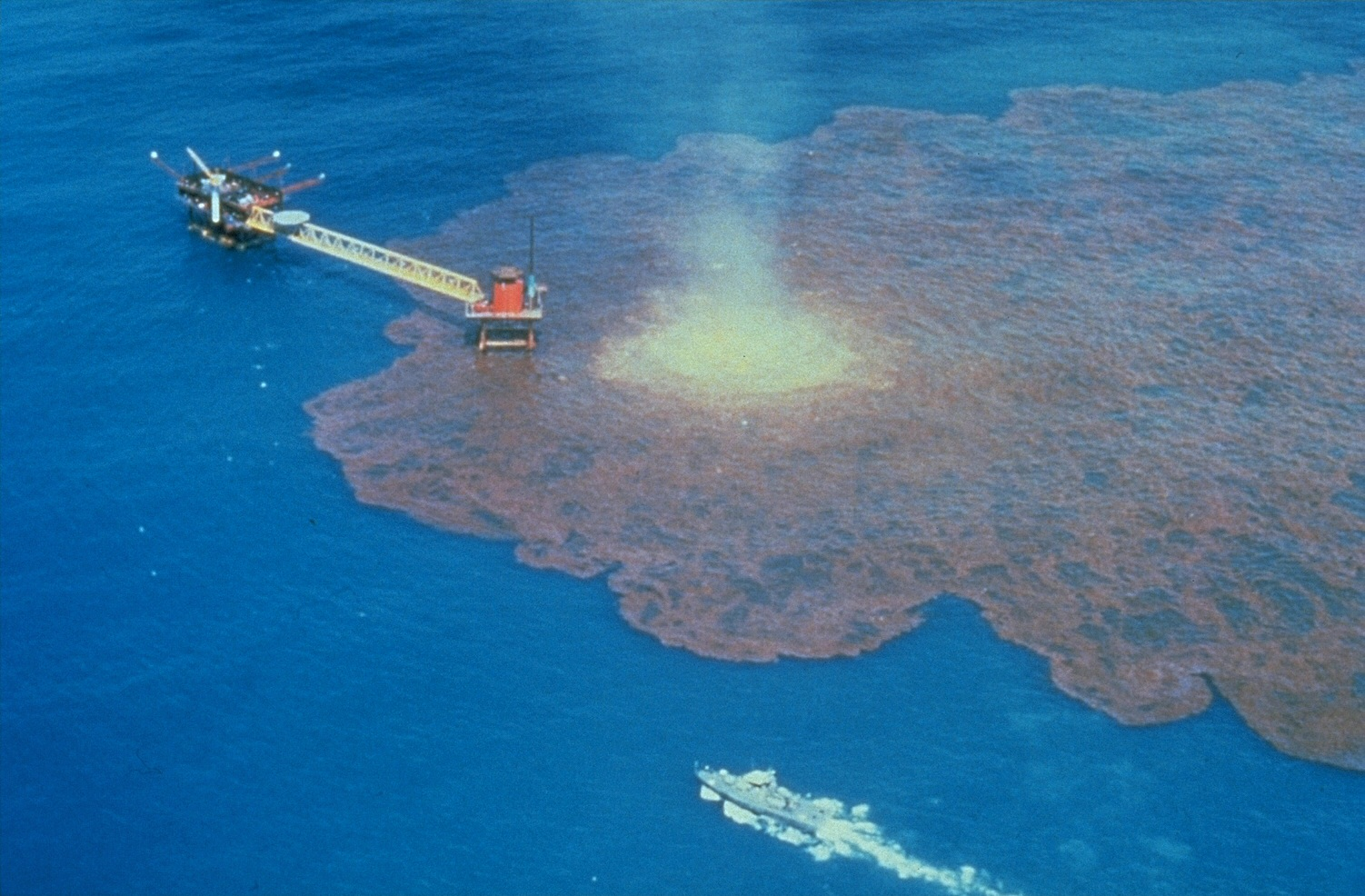
Витік нафти, внаслідок аварії на нафтовій свердловині

### Теплове забруднення

АЕС у Франції

### Забруднення водним транспортом

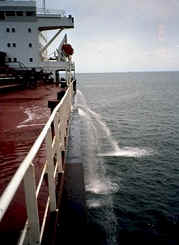
Злив танкером баластних вод в океан

### Забруднення стічними водами

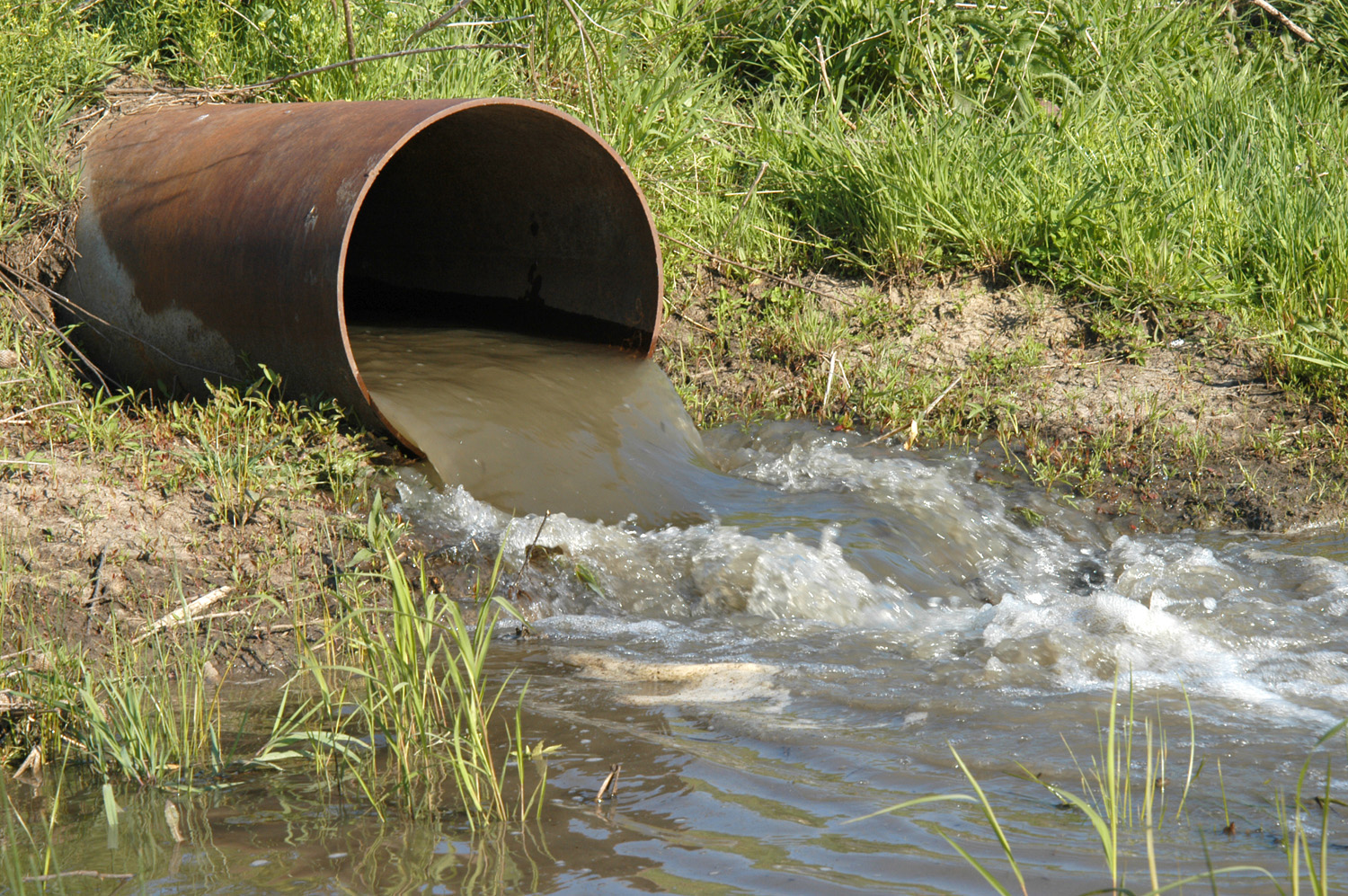
Стоки одного з підприємств

## Види забруднень
- Фізичне — нерозчинні домішки: глина, пісок, намул, пил тощо;
- Хімічне — важкі метали, кислоти, луги, мінеральні солі, нафта і нафтопродукти, синтетичні поверхнево-активні речовини (СПАР), мийні засоби, канцерогени, мінеральні добрива, пестициди;
- Біологічне — різні мікроорганізми (бактерії, віруси), яйця гельмінтів, спори грибів;
- Радіоактивне — радіонукліди (цезій-137, стронцій-90, калій-40 тощо);
- Теплове — підігріті води ТЕС та АЕС[2].